# ベージャ公

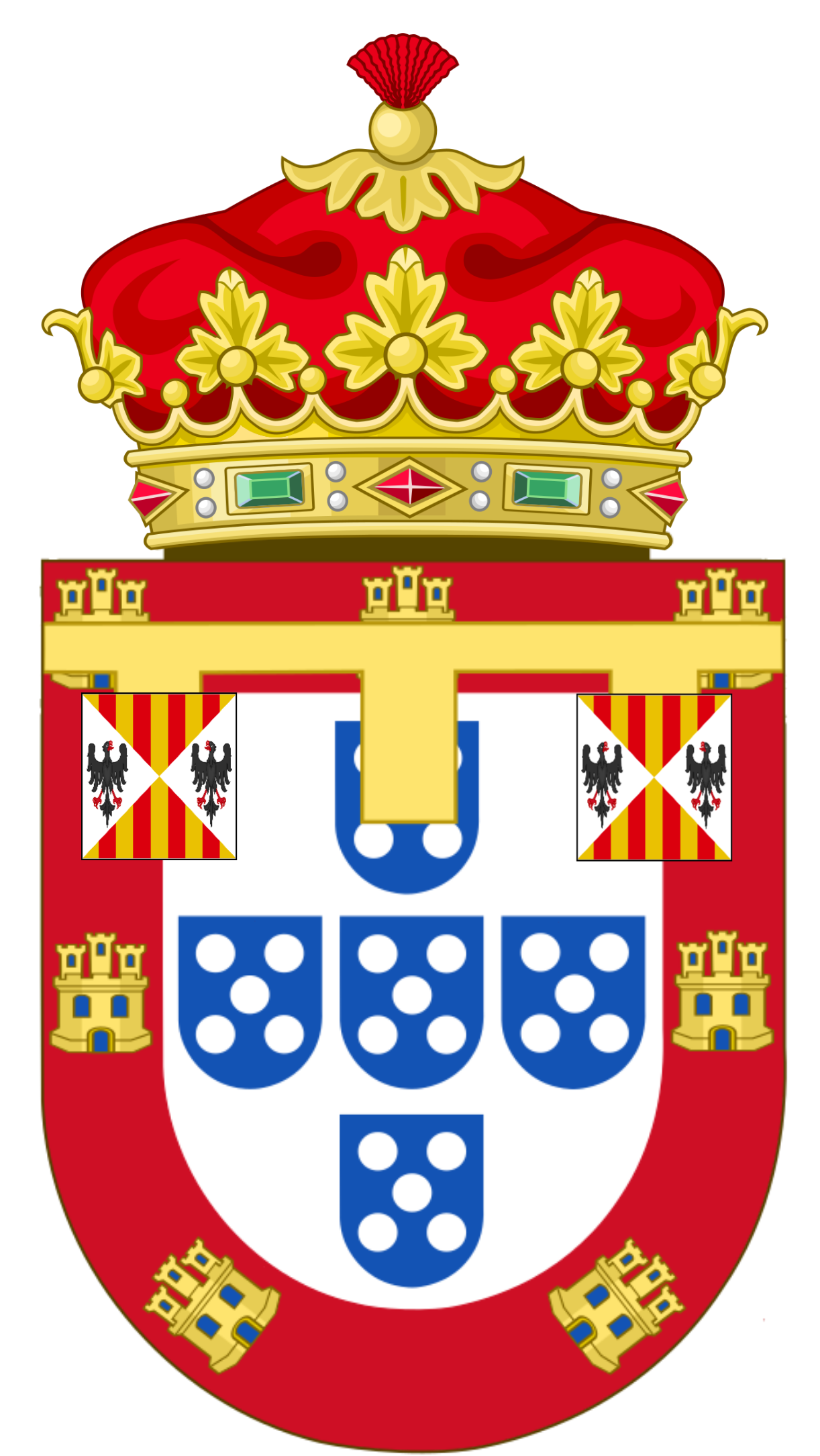
ベージャ公の紋章

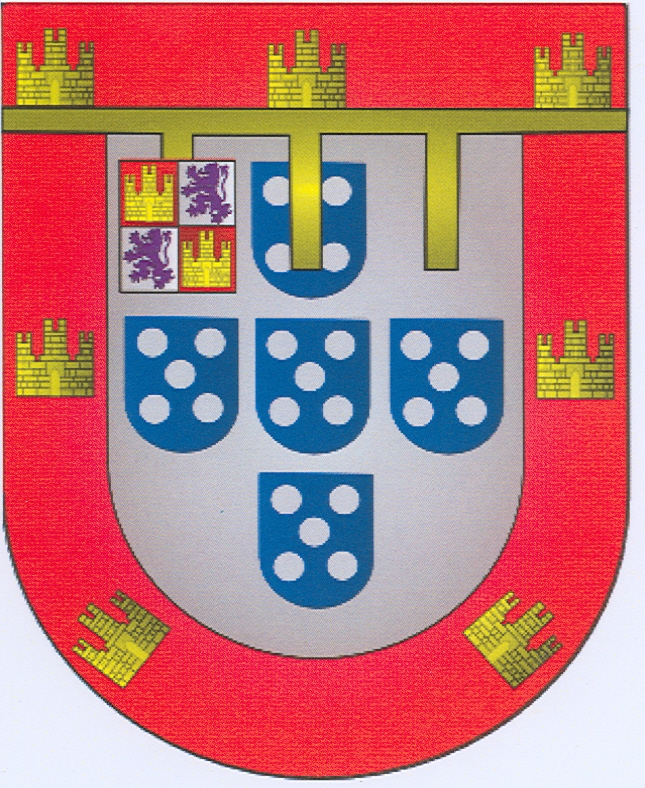
第5代ベージャ公ルイスの紋章

ベージャ公（ベージャこう、ポルトガル語: Duque de Beja）は、ポルトガル王国の公爵位。1453年にドゥアルテ1世の息子フェルナンドが兄のアフォンソ5世に初代公に叙されて以降、代々王族の嫡子が公位を受け継いだ。

## ベージャ公の一覧
1. フェルナンド（1433年 - 1470年） - ドゥアルテ1世の息子、ヴィゼウ公
2. ジョアン（英語版）（1448年 - 1472年） - 初代公フェルナンドの息子、ヴィゼウ公
3. ディオゴ（英語版）（1450年 - 1484年） - 初代公フェルナンドの息子、ヴィゼウ公
4. マヌエル1世（1469年 - 1521年） - 初代公フェルナンドの息子、ヴィゼウ公、後にポルトガル王
5. ルイス（1506年 - 1555年） - マヌエル1世の息子、アントニオ・デ・ポルトゥガルの父
6. ペドロ2世（1648年 - 1706年） - ポルトガル王ジョアン4世の息子
7. フランシスコ（1691年 - 1742年） - ペドロ2世の息子
8. ペドロ3世（1717年 - 1786年） - ポルトガル王ジョアン5世の息子
9. ジョアン6世（1767年 - 1826年） - ポルトガル女王マリア1世とペドロ3世の息子
10. ミゲル1世（1802年 - 1866年） - ジョアン6世の息子
11. ジョアン（1842年 - 1861年） - ポルトガル女王マリア2世の息子
12. マヌエル2世（1889年 - 1932年） - ポルトガル王カルロス1世の息子